# Карамбола
Карамбо́ла (лат. Averrhoa carambola) — дерево родини квасеницевих, зростає на Шрі-Ланці, в Індії та Індонезії, а нині також поширена в Південній та Південно-Східній Азії. Останнім часом акліматизована в Бразилії, Ґані, Гвіані, Французькій Полінезії, США (в штатах Флорида, Гаваї), Ізраїлі.

## Крона та стовбур
Карамбола має складне акацієподібне листя до 50 см завдовжки, рожеві квітки. Крона густа, дерево сягає в висоту 5 м. На відміну від більшості тропічних рослин, карамболі не потрібно багато світла. Дерево вологолюбне, може вирощуватися і в домашніх умовах.

## Плоди
Плоди карамболи, також відомі як тропічні зірки або «старфрути», зазвичай жовтого або жовто-коричневого кольору. Цю назву карамбола отримала через те, що розрізана впоперек, вона нагадує зірки з 5 кінцями (іноді з 6 та навіть з 7). Плоди хрусткі, соковиті та бувають двох різновидів: кисло-солодкі та солодкі з масивними ребристими наростами. Вони є чудовим джерелом вітаміну С.
Використовують карамболу, переважно, для прикрашання коктейлів та верхньої частини десертів.

## Протипоказання
Людям які хворіють на ентероколіт, гастрит або виразку шлунка та дванадцятипалої кишки, особливо на гострій стадії, вживати карамболь не рекомендується через присутність щавлевої кислоти в значних концентраціях. У великих кількостях вживання цих фруктів може спровокувати розвиток ниркової патології або призвести до порушення сольового обміну в організмі.

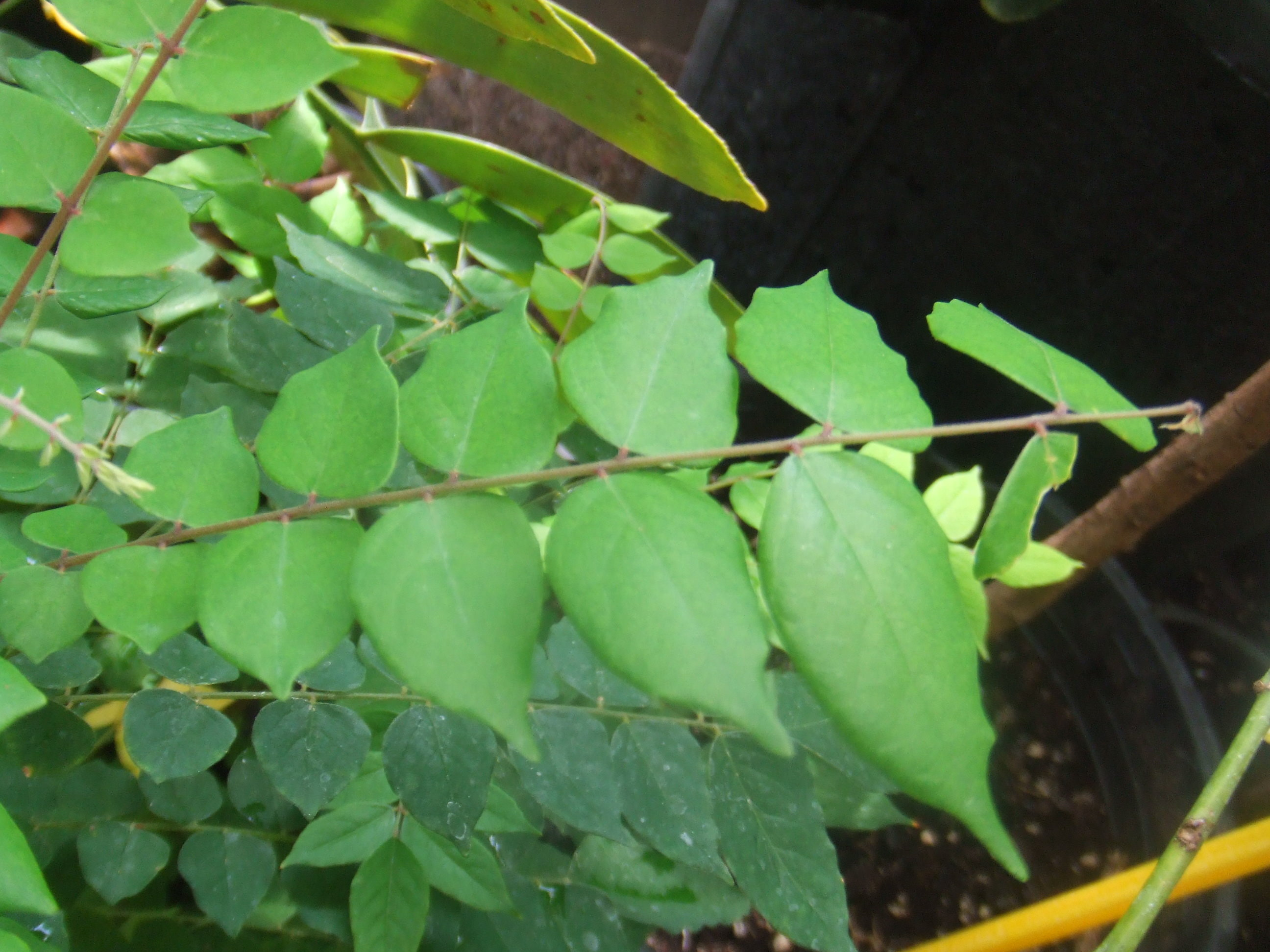
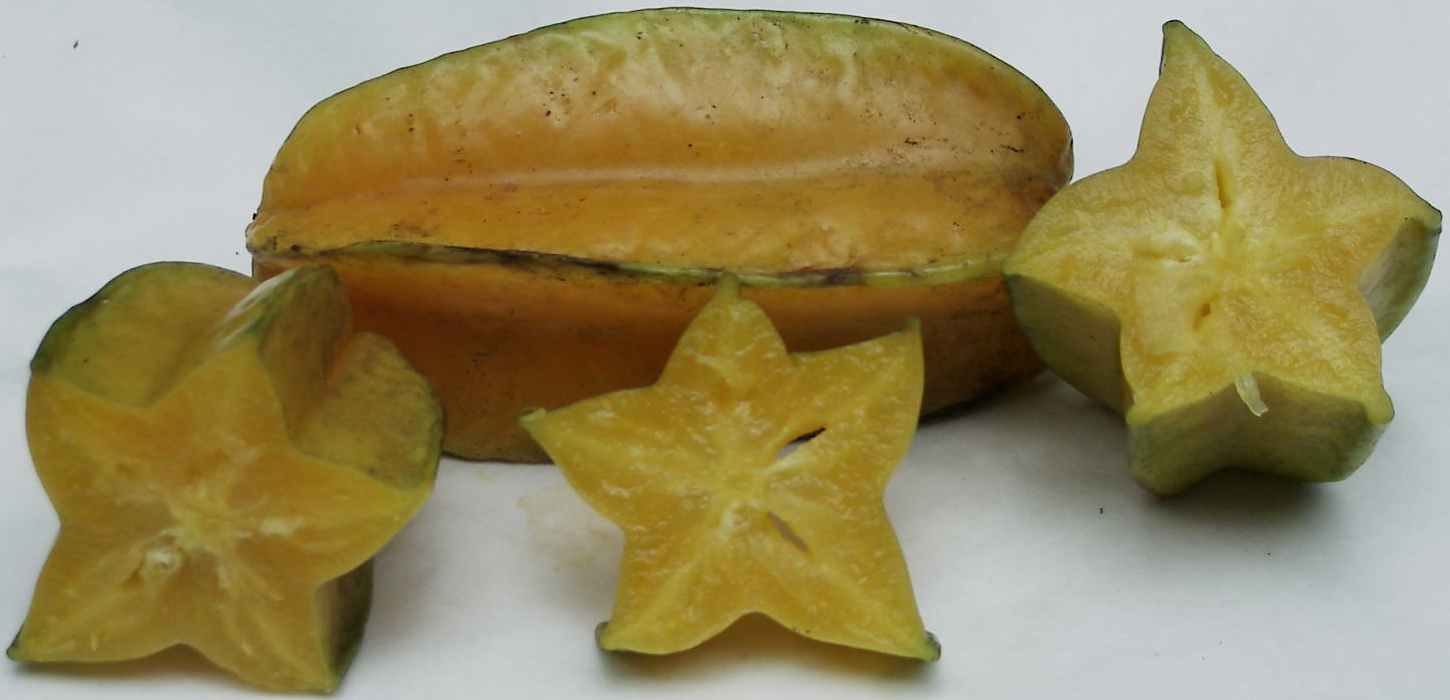